# Châteauroux Classic de l'Indre 2008
La Châteauroux Classic de l'Indre 2008 est la cinquième édition de cette course cycliste sur route masculine. Elle a lieu le 31 août 2008 et est remportée par Anthony Ravard.

## Classement final
|    | Coureur            | Pays        | Équipe                    |    | Temps           |
| -- | ------------------ | ----------- | ------------------------- | -- | --------------- |
| 1  | Anthony Ravard     | France      | Agritubel                 | en | 4 h 37 min 02 s |
| 2  | Steve Chainel      | France      | Auber 93                  | +  | m.t.            |
| 3  | Romain Feillu      | France      | Agritubel                 |    | m.t.            |
| 4  | Yauheni Hutarovich | Biélorussie | La Française des jeux     |    | m.t.            |
| 5  | Jérôme Pineau      | France      | Bouygues Telecom          |    | m.t.            |
| 6  | André Schulze      | Allemagne   | PSK Whirlpool-Author      |    | m.t.            |
| 7  | Alexandre Blain    | France      | Cofidis                   |    | m.t.            |
| 8  | Timofey Kritskiy   | Russie      | Katyusha Continental Team |    | m.t.            |
| 9  | Jérémie Galland    | France      | Auber 93                  |    | m.t.            |
| 10 | Angelo Furlan      | Italie      | Crédit agricole           |    | m.t.            |